# サロージニー・ナーイドゥー

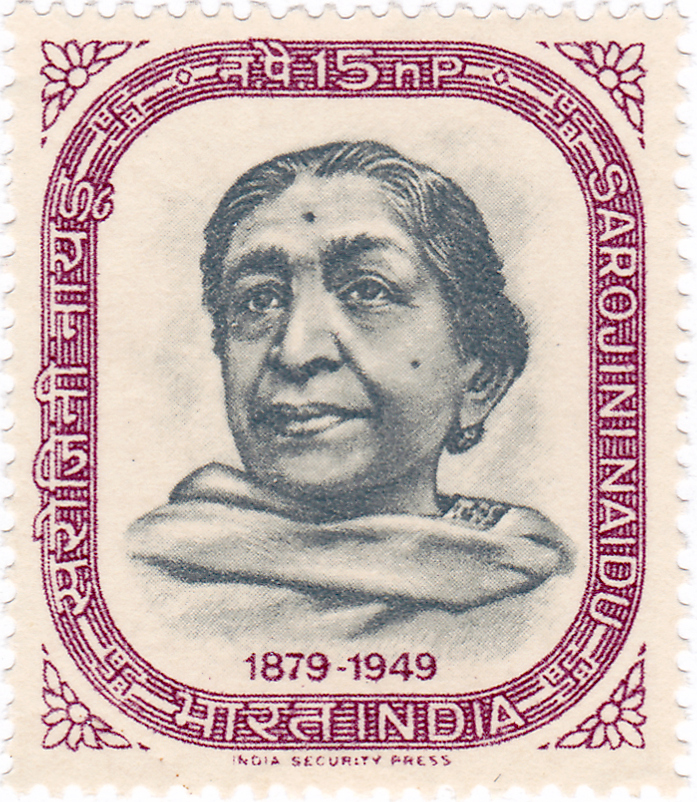
1964年にインド切手に掲載された、サロージニー・ナイドゥー

サロージニー・ナーイドゥー（Sarojini Naidu、1879年2月13日 - 1949年3月2日）は、インドの政治家、社会運動家、詩人。
公民権、女性の権利、反帝国主義などを支持していた彼女は、インド独立運動において重要な人物でもある。
マハトマ・ガンジーの信望者として、彼を支える。

## 日本での紹介
彼女の詩の一部は大正時代に日本で紹介されていたが、現在では入手できない。しかし、個人の手で生前に刊行された三冊の詩集は和訳されている。
日本での作品の紹介ついては、生前に刊行された三冊が個人によって翻訳されている。
　・日本語訳　黄金の戸口: サロジニ・ナイドゥ詩集 Kindle版　2017年
　・日本語訳　時間の鳥: 生命、死、そして春の歌 Kindle版　2018年
　・日本語訳　折れた翼: 愛、死、そして運命の歌 1915-1916 Kindle版　2019年